# Jean-Claude Amyon
Jean-Claude Amyon, né le 3 avril 1735 à Poligny, mort dans la même commune le 28 prairial an XI (17 juin 1803), est un homme politique de la Révolution française.

## Biographie
En septembre 1792, Amyon, alors cultivateur, est élu député du département du Jura, le sixième sur huit, à la Convention nationale. 
Amyon siège sur les bancs de la Gironde. Lors du procès de Louis XVI, il vote la mort. Il se prononce en faveur de l'appel au peuple mais rejette le sursis. Il s'abstient de voter lors de la mise en accusation de Marat et vote en faveur du rétablissement de la Commission des Douze. 
En octobre 1793, sur motion d'Amar, au nom du Comité de Sûreté générale, Amyon est décrété d'arrestation ainsi que les députés qui ont protesté contre l'exclusion des girondins le 2 juin. Il est autorisé à rentrer à son domicile pour des motifs de santé en brumaire an III (octobre 1794), et réintègre  son poste de député en frimaire (décembre).
Sous le Directoire, Amyon siège au Conseil des Anciens dont il sort par tirage en prairial an V (en mai 1797).